# Michael Bennet

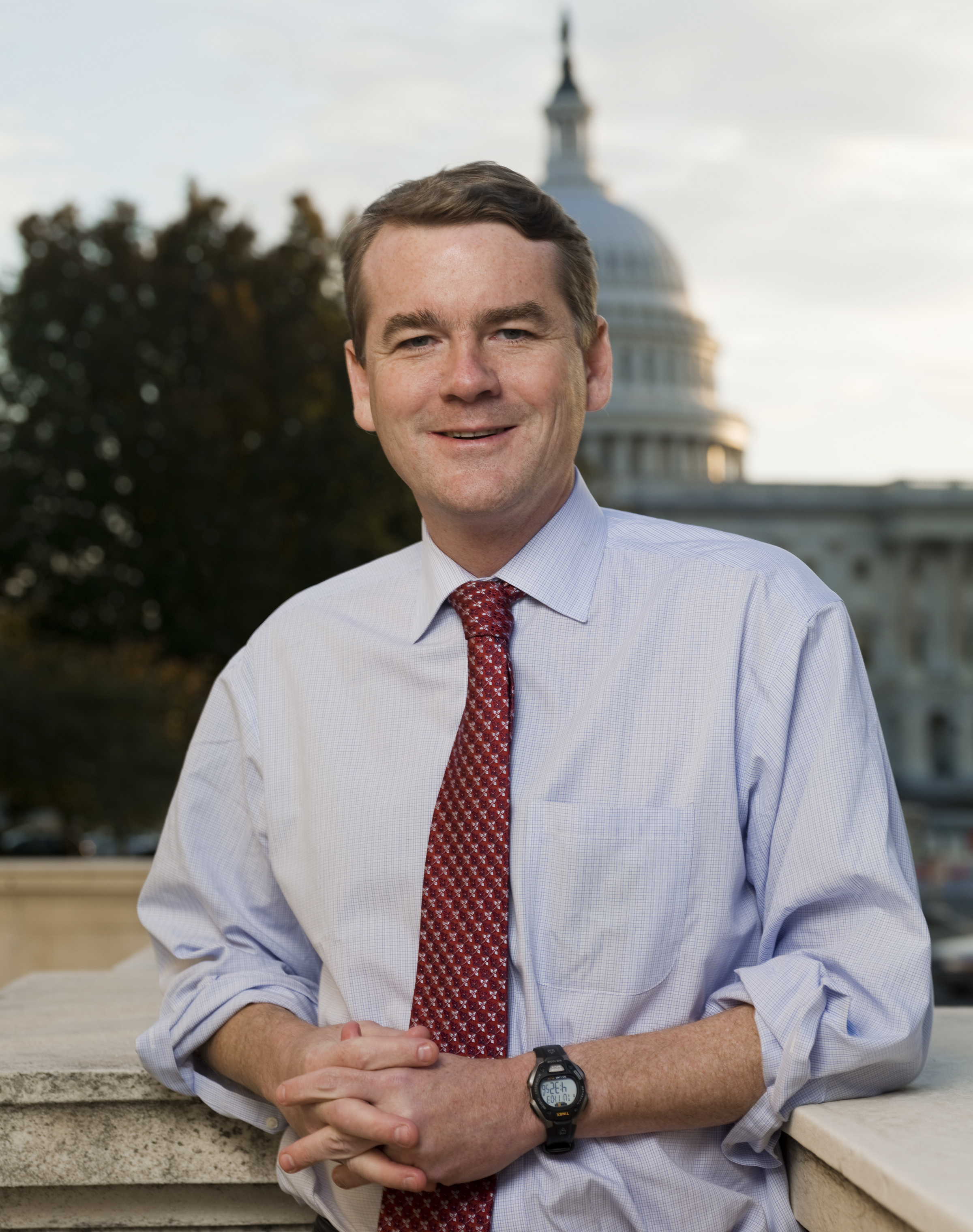
Michael Bennet

Michael Farrand Bennet (* 28. November 1964 in Neu-Delhi, Indien) ist ein US-amerikanischer Politiker der Demokratischen Partei. Er vertritt den Bundesstaat Colorado seit seiner Ernennung durch Gouverneur Bill Ritter am 21. Januar 2009 im US-Senat, wobei er die Nachfolge des zum US-Innenminister ernannten Ken Salazar antrat. Im Mai 2019 gab er seine Kandidatur für die Präsidentschaftswahl 2020 bekannt.

## Leben
Bennets Vater Douglas J. Bennet arbeitete zur Zeit der Geburt seines Sohnes als Berater des damaligen US-Botschafters in Indien, Chester B. Bowles, und lebte daher mit seiner Frau Susanne in Indien. Später gehörte Bennet Sr. als Berater zum Stab des US-Vizepräsidenten Hubert H. Humphrey.
Michael Bennet, der einen Bruder und eine Schwester hat, wuchs in den USA auf, vorwiegend in Washington, D.C., wo er Absolvent der Privatschule St. Albans School war. Schon als Jugendlicher zeigte sich Bennet politisch interessiert, als er in den Ferien als Laufbursche im Kongress tätig war. Bennet studierte an der Wesleyan University und erwarb dort einen Bachelor in Geschichte. Anschließend studierte er an der Yale University, wo er seinen Abschluss in Rechtswissenschaft erlangte.

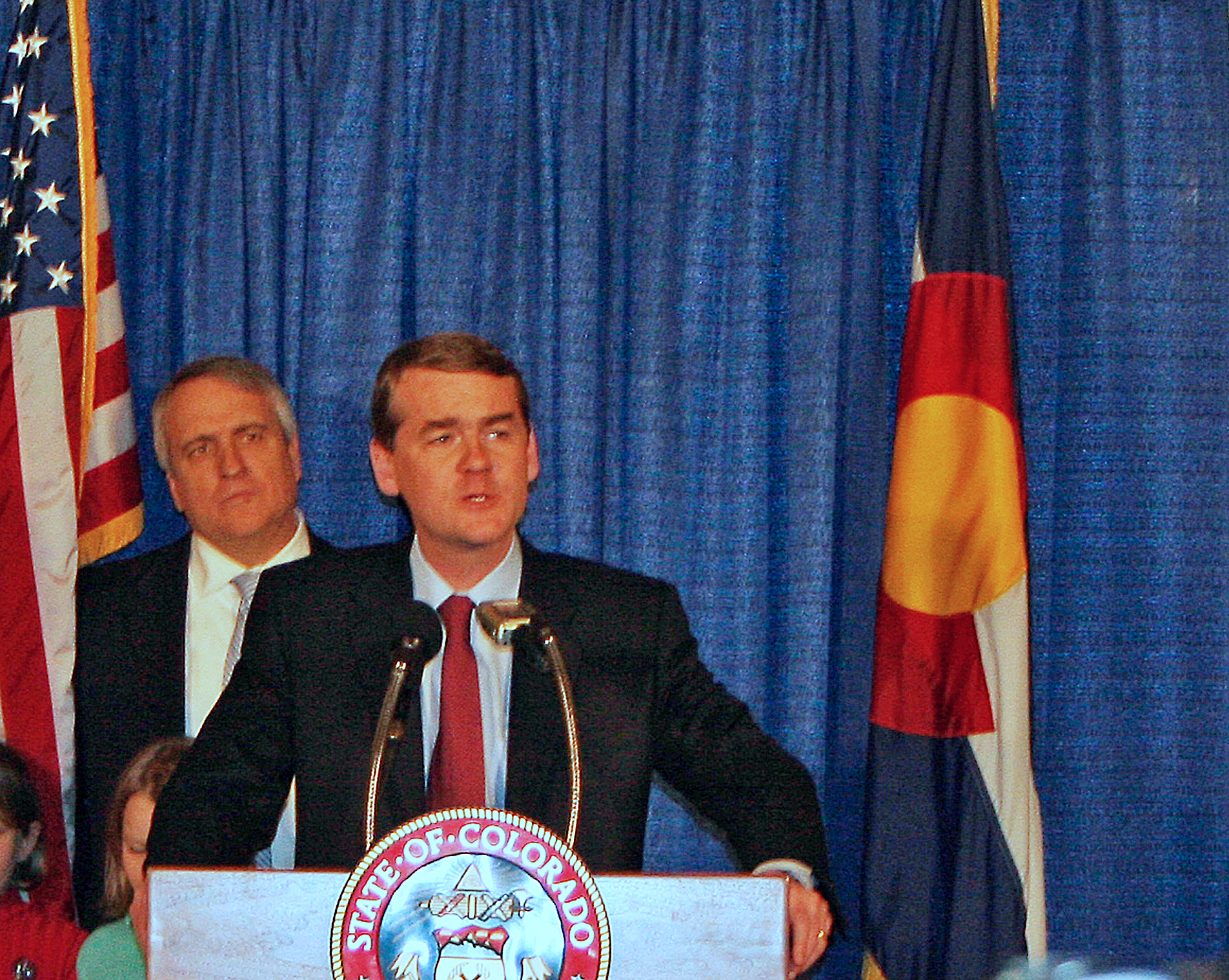
Michael Bennet nach seiner Ernennung zum Senator im Januar 2009 mit Gouverneur Bill Ritter

Bennets politische Karriere begann in der Regierungszeit von US-Präsident Bill Clinton, als der damals knapp 30-jährige Bennet zum Berater von Vize-Justizminister Philip Heymann ernannt wurde. Unter Jamie Gorelick und Eric Holder setzte er diese Tätigkeit fort. Auch Bennets Vater Douglas arbeitete zu dieser Zeit als Assistant Secretary of State für Internationale Beziehungen im Weißen Haus.
Im Oktober 1997 heiratete Bennet die Staatsanwältin Susan Daggett. Mit ihr und ihren drei Töchtern zogen sie 2001 nach Denver. Hier fand er Arbeit als Stabschef im Team des Bürgermeisters von Denver, John Hickenlooper. Dieser ernannte ihn im Juni 2005 zum Schulinspektor und Leiter des Schulbezirks Denver.
Im Januar 2009 ernannte Gouverneur Bill Ritter Bennet als Nachfolger von Ken Salazar zum demokratischen US-Senator seines Heimatbundesstaats Colorado. Eine Ersetzung von Salazar wurde nötig, da dieser von US-Präsident Barack Obama zum neuen US-Innenminister ernannt worden war. Im Vorfeld der Senatswahlen 2010 war Bennets Nominierung durch seine Partei ungewiss, da er mit Andrew Romanoff, dem ehemaligen Speaker des Repräsentantenhauses von Colorado, auf einen ernsthaften Konkurrenten traf, der Unterstützung von Ex-Präsident Bill Clinton erfuhr. Letztlich gewann Bennet überraschend klar mit 54:46 Prozent der Stimmen und traf bei der Wahl im November 2010 auf den Republikaner Ken Buck, einen Staatsanwalt aus dem Weld County. Er gewann die Wahl in einem knappen Kopf-an-Kopf-Rennen gegen Buck (Bennet: 47,7 % / Buck: 46,8 %). Da er im Jahr 2016 erneut in seinem Amt bestätigt wurde, vertret er auch für die nächsten sechs Jahre seinen Staat im US-Senat. Bei der Senatswahl 2022 konnte er sich erneut durchsetzen.